# Joyful
Joyful – debiutancki album niemieckiej piosenkarki jazzowej Ayọ.
Płyta została nagrana w styczniu 2006 roku, w pięć dni. Wszystkie piosenki napisała Ayọ (J. O. Ogunmakin) oprócz And it's supposed to be love, gdzie pomogła jej Abbey Lincoln.
Po wydaniu płyty w Europie Joyful uzyskał status podwójnej platyny we Francji i w Polsce, platyny w Niemczech oraz złotej płyty w Szwajcarii, Grecji i we Włoszech.
Album został wydany w Stanach Zjednoczonych 20 listopada 2007 roku.

## Lista utworów
1. Down on My Knees – 4:01
2. Without You – 3:57
3. Letter by Letter – 3:13
4. How Many Times? – 3:28
5. And It's Supposed to Be Love – 4:59
6. Watching You – 3:53
7. Only You – 3'55
8. Help Is Coming – 3:55
9. These Days – 4:48
10. Life Is Real – 4:48
11. What Is Love? – 4:26
12. Neva Been – 4:19

## Twórcy
- Ayọ – wokal, gitara, pianino
- Larry Campbell – gitara, mandolina
- Brian Mitchell – organy Hammonda, akordeon, harmonia,
- Keith Christopher – bass
- James Wormworth – bębny
- Danny Sadownick – perkusja
- Kyle Gordon – wokal wspomagający

## Pozycje na listach
| Lista | Kraj   | Pozycja |
| ----- | ------ | ------- |
| OLiS  | Polska | 1       |